# Parafia Bożego Ciała w Łagiewnikach Kościelnych
Parafia Bożego Ciała w Łagiewnikach Kościelnych jest jedną z 10 parafii leżącą w granicach dekanatu kiszkowskiego. Erygowana w 1415 roku.

## Dokumenty
Księgi metrykalne: 
- ochrzczonych od 1945 roku
- małżeństw od 1945 roku
- zmarłych od 1945 roku